# Заречный (Гурьевский район)
Заре́чный — посёлок в Гурьевском районе Кемеровской области. Входит в состав Сосновского сельского поселения.

## География
Центральная часть населённого пункта расположена на высоте 311 м над уровнем моря.

## Население
| 2010 |
| ---- |
| 121  |

### Половой состав
По данным Всероссийской переписи населения 2010 года, в посёлке Заречный проживало 121 человек (57 мужчин, 64 женщины).